# En bedre verden
En bedre verden er en roman fra 2004 skrevet af Bent Vinn Nielsen. Bogen er på 199 sider.